# Campeonato Asiático de Futebol Sub-23 de 2016
O Campeonato Asiático de Futebol Sub-23 de 2016 foi a 2ª edição da competição organizada pela Confederação Asiática de Futebol (AFC) para jogadores com até 23 anos de idade. O evento foi realizado no Qatar entre os dias de 12-30 de janeiro.
O Japão conquistou pela primeira vez o título de campeão da competição se classificou para os Futebol nos Jogos Olímpicos de Verão de 2016 - Masculino e também a Coréia do Sul e o Iraque também se classificaram.

## Equipes participantes
- Arábia Saudita
- Austrália
- China
- Coreia do Norte
- Coreia do Sul
- Emirados Árabes Unidos
- Iêmen
- Irã
- Iraque (atual campeão)
- Japão
- Jordânia
- Catar (país sede)
- Síria
- Tailândia
- Uzbequistão
- Vietnã

## Sede
| Doha                                                      | Doha                              |
| --------------------------------------------------------- | --------------------------------- |
| Estádio Abdullah bin Khalifa                              | Estádio Grand Hamad               |
| Capacidade: 12,000                                        | Capacidade: 13,000                |
|                                                           |                                   |
| DohaCampeonato Asiático de Futebol Sub-23 de 2016 (Qatar) |                                   |
| Doha                                                      |                                   |
| Estádio Jassim Bin Hamad                                  | Estádio Suheim Bin Hamad          |
| Capacidade: 15,000                                        | Capacidade: 15,000                |
|                                                           | Ficheiro:QATAR SC Stadium (1).jpg |

## Sorteio
O sorteio foi realizado no dia 12 de Setembro de 2015, 12:00 no horário do Qatar (UTC+3), no Four Seasons Hotel em Doha, Qatar.
As equipes foram semeadas nos pote de acordo com o desempenho na última edição que foi em 2014
| Pote 1                                            | Pote 2                              | Pote 3                                                 | Pote 4                       |
| ------------------------------------------------- | ----------------------------------- | ------------------------------------------------------ | ---------------------------- |
| Catar (posição A1) Iraque Arábia Saudita Jordânia | Coreia do Sul Síria Austrália Japão | Emirados Árabes Unidos Irã Coreia do Norte Uzbequistão | China Iêmen Tailândia Vietnã |

## Arbitragem
Árbitros
| - Chris Beath - Ma Ning - Alireza Faghani - Ali Sabah - Ryuji Sato | - Adham Makhadmeh - Kim Jong-hyeok - Mohd Amirul Izwan Yaacob - Ahmed Abu Bakar Said Al-Kaf - Abdulrahman Al-Jassim | - Fahad Al-Mirdasi - Dmitriy Mashentsev - Hettikamkanamge Perera - Mohammed Abdulla Hassan Mohamed - Ilgiz Tantashev |

Árbitros assistentes
| - Nawaf Moosa - Wang Dexin - Reza Sokhandan - Haruhiro Otsuka - Ahmed Al Roalle - Yoon Kwang-yeol | - Mohd Yusri Mohamad - Abu Bakar Al-Amri - Taleb Al-Marri - Saud Al-Maqaleh - Mohammed Al Abakry - Abdullah Al-Shalawi | - Ismailzhan Talipzhanov - Deniye Gedara Palitha Parakkrama Hemathunga - Yu Hsu Min - Mohamed Al-Hammadi - Hasan Al-Mahri - Jakhongir Saidov |

## Fase de grupos
|  | Equipes classificadas para as Quartas de Final |

Todas as partidas seguem o fuso horário do Qatar (UTC+3)

### Grupo A
| Seleção | P | J | V | E | D | GP | GC | SG |
| ------- | - | - | - | - | - | -- | -- | -- |
| Catar   | 9 | 3 | 3 | 0 | 0 | 9  | 4  | +5 |
| Irã     | 6 | 3 | 2 | 0 | 1 | 6  | 4  | +2 |
| Síria   | 3 | 3 | 1 | 0 | 2 | 5  | 7  | -2 |
| China   | 0 | 3 | 0 | 0 | 3 | 4  | 9  | -5 |

| 12 de Janeiro | Síria | 0–2       | Irã                              | Estádio Jassim Bin Hamad, Doha      |
| 16:30         |       | Relatório | Motahari 64' · Mi. Mohammadi 72' | Público: 1,133 Árbitro: Chris Beath |

| 12 de Janeiro | Catar                            | 3–1       | China            | Estádio Abdullah bin Khalifa, Doha     |
| 19:30         | A.Karim 65' 71' · Ahmed Alaa 81' | Relatório | Liao Lisheng 43' | Público: 6,340 Árbitro: Kim Jong-hyeok |

| 15 de Janeiro | China            | 1–3       | Síria                                 | Estádio Abdullah bin Khalifa, Doha             |
| 16:30         | Liao Lisheng 21' | Relatório | Khribin 45' (pen.) 54' · Al Baher 83' | Público: 1,205 Árbitro: Hettikamkanamge Perera |

| 15 de Janeiro | Irã          | 1–2       | Catar                       | Estádio Jassim Bin Hamad, Doha             |
| 19:30         | Karimi 90+1' | Relatório | A. Alaa 35' · A. Hassan 56' | Público: 11,026 Árbitro: Mohd Amirul Izwan |

| 18 de Janeiro | Catar                                        | 4-2       | Síria                         | Estádio Jassim Bin Hamad, Doha       |
| 19:30         | A. Hassan 10' · A. Alaa 24' 82' · A. Ali 28' | Relatório | Kalfa 4' · Khribin 81' (pen.) | Público: 9,255 Árbitro: Ahmed Al-Kaf |

| 18 de Janeiro | Irã                                      | 3–2       | China                                     | Estádio Abdullah bin Khalifa, Doha    |
| 19:30         | Motahari 38' · Pahlavan 40' · Torabi 48' | Relatório | Chang Feiya 40' · Liao Lisheng 70' (pen.) | Público: 802 Árbitro: Ilgiz Tantashev |

### Grupo B
| Seleção         | P | J | V | E | D | GP | GC | SG |
| --------------- | - | - | - | - | - | -- | -- | -- |
| Japão           | 9 | 3 | 3 | 0 | 0 | 7  | 1  | +6 |
| Coreia do Norte | 2 | 3 | 0 | 2 | 1 | 5  | 6  | -1 |
| Arábia Saudita  | 2 | 3 | 0 | 2 | 1 | 5  | 6  | -1 |
| Tailândia       | 2 | 3 | 0 | 2 | 1 | 3  | 7  | -4 |

| 13 de Janeiro | Japão   | 1–0       | Coreia do Norte | Estádio Grand Hamad, Doha               |
| 16:30         | Ueda 5' | Relatório |                 | Público: 1,531 Árbitro: Alireza Faghani |

| 13 de Janeiro | Arábia Saudita | 1-1       | Tailândia | Estádio Grand Hamad, Doha            |
| 19:30         | Al-Saiari 71'  | Relatório | Pinyo 83' | Público: 878 Árbitro: Abdulla Hassan |

| 16 de Janeiro | Tailândia | 0–4       | Japão                                         | Estádio Grand Hamad, Doha               |
| 16:30         |           | Relatório | Suzuki 27' · Yajima 49' · Kubo 75' 84' (pen.) | Público: 1,674 Árbitro: Ilgiz Tantashev |

| 16 de Janeiro | Coreia do Norte                                        | 3–3       | Arábia Saudita                              | Estádio Grand Hamad, Doha             |
| 19:30         | Kim Yong-il 27' · Yun Il-gwang 52' · Jang Kuk-chol 85' | Relatório | Kanno 40' · Al-Muwallad 62' · Al-Ghamdi 69' | Público: 989 Árbitro: Adham Makhadmeh |

| 19 de Janeiro | Arábia Saudita  | 1–2       | Japão                     | Estádio Suheim Bin Hamad, Doha       |
| 16:30         | Madu 57' (pen.) | Relatório | Oshima 32' · Ideguchi 53' | Público: 807 Árbitro: Abdulla Hassan |

| 19 de Janeiro | Coreia do Norte                    | 2–2       | Tailândia                     | Estádio Grand Hamad, Doha                 |
| 16:30         | Kim Yong-il 17' · Yun Il-gwang 45' | Relatório | Narubadin 30' · Chanathip 78' | Público: 1,421 Árbitro: Mohd Amirul Izwan |

### Grupo C
| Seleção       | P | J | V | E | D | GP | GC | SG |
| ------------- | - | - | - | - | - | -- | -- | -- |
| Coreia do Sul | 7 | 3 | 2 | 1 | 0 | 8  | 2  | +6 |
| Iraque        | 7 | 3 | 2 | 1 | 0 | 6  | 3  | +3 |
| Uzbequistão   | 3 | 3 | 1 | 0 | 2 | 6  | 6  | 0  |
| Iêmen         | 0 | 3 | 0 | 0 | 3 | 1  | 10 | -9 |

| 13 de Janeiro | Iraque                    | 2–0       | Iêmen | Estádio Suheim Bin Hamad, Doha   |
| 16:30         | Faez 36' pen. · Husni 39' | Relatório |       | Público: 545 Árbitro: Ryuji Sato |

| 13 de Janeiro | Coreia do Sul     | 2–1       | Uzbequistão   | Estádio Suheim Bin Hamad, Doha         |
| 19:30         | Moon 20' pen. 48' | Relatório | Khamdamov 57' | Público: 803 Árbitro: Fahad Al-Mirdasi |

| 16 de Janeiro | Iêmen | 0–5       | Coreia do Sul                                                       | Estádio Suheim Bin Hamad, Doha           |
| 16:30         |       | Relatório | Kwon Chang-hoon 14' 31' 41' · Ryu Seung-woo 73' · Park Yong-woo 77' | Público: 755 Árbitro: Dmitriy Mashentsev |

| 16 de Janeiro | Uzbequistão                 | 2–3       | Iraque                             | Estádio Suheim Bin Hamad, Doha     |
| 19:30         | Khamdamov 1' · Khakimov 79' | Relatório | Attwan 38' · Kamil 43' · Tariq 82' | Público: 686 Árbitro: Ahmed Al-Kaf |

| 19 de Janeiro | Iraque         | 1-1       | Coreia do Sul | Estádio Grand Hamad, Doha                     |
| 19:30         | Amjad W. 90+2' | Relatório | Kim Hyun 22'  | Público: 1,086 Árbitro: Abdulrahman Al-Jassim |

| 19 de Janeiro | Uzbequistão                                  | 3–1       | Iêmen            | Estádio Suheim Bin Hamad, Doha |
| 19:30         | Sohibov 18' · Sergeev 68' · Masharipov 90+3' | Relatório | A. Al-Sarori 82' | Público: 227 Árbitro: Ma Ning  |

### Grupo D
| Seleção                | P | J | V | E | D | GP | GC | SG |
| ---------------------- | - | - | - | - | - | -- | -- | -- |
| Emirados Árabes Unidos | 7 | 3 | 2 | 1 | 0 | 4  | 2  | +2 |
| Jordânia               | 5 | 3 | 1 | 2 | 0 | 3  | 1  | +2 |
| Austrália              | 4 | 3 | 1 | 1 | 1 | 2  | 1  | +1 |
| Vietnã                 | 0 | 3 | 0 | 0 | 3 | 3  | 8  | -5 |

| 14 de Janeiro | Jordânia                         | 3–1       | Vietnã          | Estádio Suheim Bin Hamad, Doha  |
| 14:30         | Faisal 39' 72' · Al-Manasrah 68' | Relatório | Đỗ Duy Mạnh 86' | Público: 1,392 Árbitro: Ma Ning |

| 14 de Janeiro | Austrália | 0-1       | Emirados Árabes Unidos | Estádio Grand Hamad, Doha                   |
| 19:30         |           | Relatório | Gallifuoco 85' (g.c)   | Público: 307 Árbitro: Abdulrahman Al-Jassim |

| 17 de Janeiro | Vietnã | 0–2       | Austrália                  | Estádio Grand Hamad, Doha       |
| 16:30         |        | Relatório | Donachie 2' · Maclaren 61' | Público: 539 Árbitro: Ali Sabah |

| 17 de Janeiro | Emirados Árabes Unidos | 0–0       | Jordânia | Estádio Suheim Bin Hamad, Doha         |
| 19:30         |                        | Relatório |          | Público: 1,752 Árbitro: Kim Jong-hyeok |

| 20 de Janeiro | Jordânia | 0–0       | Austrália | Estádio Suheim Bin Hamad, Doha |
| 19:30         |          | Relatório |           | Árbitro: Ryuji Sato            |

| 20 de Janeiro | Emirados Árabes Unidos                                                | 3–2       | Vietnã                                              | Estádio Grand Hamad, Doha |
| 19:30         | Phạm Hoàng Lâm 64' (g.c) · M. Al-Akberi 73' · A. Al-Hashmi 78' (pen.) | Relatório | Nguyễn Công Phượng 24' (pen.) · Nguyễn Tuấn Anh 68' | Árbitro: Fahad Al-Mirdasi |

## Fase final
|  | Quartas de final       | Quartas de final     |                      |        | Semifinais     | Semifinais     |  |  | Final                | Final |
|  |                        |                      |                      |        |                |                |  |  |                      |       |
|  | 22 de Janeiro - Doha   |                      |                      |        |                |                |  |  |                      |       |
|  |                        |                      |                      |        |                |                |  |  |                      |       |
|  | Catar                  | 2                    |                      |        |                |                |  |  |                      |       |
|  | Catar                  | 2                    | 26 de Janeiro – Doha |        |                |                |  |  |                      |       |
|  | Coreia do Norte        | 1                    |                      |        |                |                |  |  |                      |       |
|  | Coreia do Norte        | 1                    | Catar                | 1      |                |                |  |  |                      |       |
|  | 23 de Janeiro - Doha   |                      | Catar                | 1      |                |                |  |  |                      |       |
|  |                        | Coreia do Sul        | 3                    |        |                |                |  |  |                      |       |
|  | Coreia do Sul          | Coreia do Sul        | 3                    | 1      |                |                |  |  |                      |       |
|  | Coreia do Sul          |                      | 30 de Janeiro – Doha | 1      |                |                |  |  |                      |       |
|  | Jordânia               | 0                    |                      |        |                |                |  |  |                      |       |
|  | Jordânia               | 0                    | Coreia do Sul        | 2      |                |                |  |  |                      |       |
|  | 22 de Janeiro - Doha   |                      | Coreia do Sul        | 2      |                |                |  |  |                      |       |
|  |                        | Japão                | 3                    |        |                |                |  |  |                      |       |
|  | Japão                  | Japão                | 3                    | 3      |                |                |  |  |                      |       |
|  | Japão                  | 26 de Janeiro – Doha |                      | 3      |                |                |  |  |                      |       |
|  | Irã                    | 0                    |                      |        |                |                |  |  |                      |       |
|  | Irã                    | 0                    | Japão                | 2      | Terceiro lugar | Terceiro lugar |  |  |                      |       |
|  | 23 de Janeiro - Doha   |                      | Japão                | 2      | Terceiro lugar | Terceiro lugar |  |  |                      |       |
|  |                        | Iraque               | 1                    |        |                |                |  |  |                      |       |
|  | Emirados Árabes Unidos | Iraque               | 1                    | 1      | Catar          | 1              |  |  |                      |       |
|  | Emirados Árabes Unidos |                      |                      | 1      | Catar          | 1              |  |  |                      |       |
|  | Iraque                 | 3                    |                      | Iraque | 2              |                |  |  |                      |       |
|  | Iraque                 | 3                    |                      |        | 2              |                |  |  |                      |       |
|  |                        |                      |                      |        |                |                |  |  | 29 de Janeiro – Doha |       |
|  |                        |                      |                      |        |                |                |  |  |                      |       |

### Quartas de final
| 22 de Janeiro | Japão                             | 3–0 (pro.) | Irã | Estádio Abdullah bin Khalifa, Doha             |
| 16:30         | Toyokawa 95' · Nakajima 108' 110' | Relatório  |     | Público: 1,703 Árbitro: Hettikamkanamge Perera |

| 22 de Janeiro | Catar                            | 2–1 (pro.) | Coreia do Norte    | Estádio Jassim Bin Hamad, Doha          |
| 19:30         | A. Afif 6' (pen.) · A. Assad 92' | Relatório  | So Kyong-jin 90+1' | Público: 9,702 Árbitro: Ilgiz Tantashev |

| 23 de Janeiro | Coreia do Sul      | 1–0       | Jordânia | Estádio Suheim Bin Hamad, Doha          |
| 16:30         | Moon Chang-jin 23' | Relatório |          | Público: 3,126 Árbitro: Alireza Faghani |

| 23 de Janeiro | Emirados Árabes Unidos | 1–3 (pro.) | Iraque                                          | Estádio Grand Hamad, Doha           |
| 19:30         | Alaa A. 75' (g.c)      | Relatório  | Ali H. 77' · Mohannad A. 103' · Amjad A. 120+4' | Público: 1,030 Árbitro: Chris Beath |

### Semifinal
| 26 de Janeiro | Japão                     | 2–1       | Iraque      | Estádio Abdullah bin Khalifa, Doha        |
| 16:30         | Kubo 26' · Harakawa 90+3' | Relatório | Saad N. 43' | Público: 1,489 Árbitro: Mohd Amirul Izwan |

| 26 de Janeiro | Catar       | 1–3       | Coreia do Sul                                                  | Estádio Jassim Bin Hamad, Doha                  |
| 19:30         | A. Alaa 79' | Relatório | Ryu Seung-woo 48' · Kwon Chang-hoon 89' · Moon Chang-jin 90+5' | Público: 11,840 Árbitro: Hettikamkanamge Perera |

### Vaga do terceiro lugar
| 29 de Janeiro | Catar       | 1-2 (pro.) | Iraque                          | Estádio Jassim Bin Hamad, Doha        |
| 17:45         | A. Alaa 27' | Relatório  | Mohannad A. 86' · Ayman H. 109' | Público: 10,049 Árbitro: Ahmed Al-Kaf |

### Final
| 30 de Janeiro | Coreia do Sul                            | 2–3    | Japão                      | Estádio Abdullah bin Khalifa, Doha            |
| 17:45         | Kwon Chang-hoon 20' · Jin Seong-wook 47' | Report | Asano 67' 81' · Yajima 68' | Público: 5,394 Árbitro: Abdulrahman Al-Jassim |

## Artilharia
6 goals
- Ahmed Alaa

5 goals
- Kwon Chang-hoon

4 goals
- Abdelkarim Hassan
- Moon Chang-jin

3 goals
- Liao Lisheng
- Yuya Kubo
- Omar Khribin

2 goals
- Amir Arsalan Motahari
- Amjad Attwan Kadhim
- Ali Husni
- Mohannad Abdul-Raheem
- Shoya Nakajima
- Shinya Yajima
- Takuma Asano
- Baha' Faisal
- Kim Young-il
- Yun Il-gwang
- Ryu Seung-woo
- Dostonbek Khamdamov

1 goal
- James Donachie
- Jamie Maclaren
- Chang Feiya
- Ali Karimi
- Milad Mohammadi
- Ehsan Pahlavan
- Mehdi Torabi
- Amjad Waleed Hussein
- Ali Faez Atia
- Ayman Hussein
- Mahdi Kamel
- Humam Tariq
- Saad Natiq
- Riki Harakawa
- Yōsuke Ideguchi
- Ryota Oshima
- Musashi Suzuki
- Yuta Toyokawa
- Naomichi Ueda
- Omar Al-Manasrah
- Jang Kuk-chol
- So Kyong-jin
- Akram Afif
- Almoez Ali
- Ali Assad
- Abdulrahman Al-Ghamdi
- Fahad Al-Muwallad
- Mohammed Al-Saiari
- Mohamed Kanno
- Abdullah Madu
- Kim Hyun
- Kim Seung-jun
- Jin Seong-uk
- Yousef Kalfa
- Mahmoud Al Baher
- Pinyo Inpinit
- Narubadin Weerawatnodom
- Chanathip Songkrasin
- Mohamed Al-Akbari
- Ahmed Husain Al-Hashmi
- Timur Khakimov
- Jaloliddin Masharipov
- Igor Sergeev
- Javokhir Sokhibov
- Đỗ Duy Mạnh
- Nguyễn Công Phượng
- Nguyễn Tuấn Anh
- Ahmed Al-Sarori

1 gol contra
- Giancarlo Gallifuoco (gol a favor dos Emirados Árabes Unidos)
- Alaa Ali Mhawi (gol a favor dos Emirados Árabes Unidos)
- Phạm Hoàng Lâm (gol a favor dos Emirados Árabes Unidos)

## Premiação
| Campeonato Asiático Sub-23 de 2016 |
| Japão                              |
| ---------------------------------- |
| Japão Campeão 1º título            |